# Underscore.js
Underscore.js는 공통 프로그래밍 작업들을 위한 유틸리티 기능들을 제공하는 자바스크립트 라이브러리이다. Prototype.js와 루비가 제공하는 기능들과 비견되지만 객체 프로토타입을 확장하는 대신 함수형 프로그래밍 디자인을 채택한다.

## 같이 보기
- 프로토타입 자바스크립트 프레임워크
- 웹 프레임워크
- 자바스크립트 라이브러리